# Titularbistum Budua
Budua ist ein Titularbistum der römisch-katholischen Kirche.
Der Bischofssitz befand sich in der heutigen Stadt Budva in Montenegro.
| Titularbischöfe von Budua |                                      |                                                           |                  |                                   |
| Nr.                       | Name                                 | Amt                                                       | von              | bis                               |
| 1a                        | Incelerius Augustinereremit          | Weihbischof in Konstanz (Deutschland)                     | 1275             | in mehreren Bistümern nachweisbar |
| 1b                        | Johann Schedemaker OSA               | Weihbischof in Halberstadt (Deutschland)                  | 27. Juni 1438    | 14. März 1452                     |
| 2                         | Hilger de Burgis OCarm               | Weihbischof in Köln (Deutschland)                         | 1446             | 1. November 1452                  |
| 3                         | Gonzalo Carvajal                     | Bischof von Budua                                         | 20. Mai 1524     |                                   |
| 4                         | Victorino Cristobal Ligot            | Weihbischof in Nueva Segovia (Philippinen)                | 12. Februar 1969 | 6. Februar 1970                   |
| 5                         | Louis-Bertrand Tirilly SSCC          | emeritierter Bischof von Taiohae (Französisch-Polynesien) | 17. März 1970    | 27. September 1976                |
| 6                         | António José Rafael                  | Weihbischof in Bragança e Miranda (Portugal)              | 2. Dezember 1976 | 26. Februar 1979                  |
| 7                         | Ruben T. Profugo                     | Weihbischof in Lucena (Philippinen)                       | 27. August 1979  | 15. Mai 1982                      |
| 8                         | Eustaquio Pastor Cuquejo Verga CSsR  | Weihbischof in Asunción (Paraguay)                        | 27. Juni 1982    | 19. April 1990                    |
| 9                         | Fabio de Jesús Morales Grisales CSsR | Apostolischer Vikar von Sibundoy (Kolumbien)              | 15. April 1991   | 29. Oktober 1999                  |
| 10                        | Jorge García Isaza CM                | Apostolischer Vikar von Tierradentro (Kolumbien)          | 17. Februar 2000 | 16. August 2016                   |
| 11                        | Socrates Mesiona MSP                 | Apostolischer Vikar von Puerto Princesa (Philippinen)     | 28. Oktober 2016 |                                   |